# Acacia plectocarpa
Acacia plectocarpa — вид квіткових рослин з родини бобових. Ареал: Австралія (Північна територія, Західна Австралія, Квінсленд).

## Середовище
Росте в різних середовищах існування.

## Біоморфологічна характеристика
Це дерево або кущ, що зазвичай досягає висоти від 2 до 10 метрів, але може досягати 13 метрів. Зазвичай має одне стебло з лускатою або потрісканою корою від сірого до чорного кольору. Кутасті голі гілочки мають жовтуватий або коричневий колір і зазвичай смолисті. Голі та вічнозелені філодії мають від лінійної до вузькоеліптичної форми, плоскі та від прямих до злегка вигнутих; вони мають довжину від 9 до 26 см і ширину від 1,5 до 14 мм і мають притиснуті волоски на жилках і краях із середньою жилкою і двома більш помітними вторинними жилками. Цвіте з березня по червень, утворюючи жовті квітки.